# Aaron Ross
Aaron Ross (San Antonio, 15 settembre 1982) è un giocatore di football americano statunitense che gioca nel ruolo di cornerback per i Baltimore Ravens della National Football League (NFL). Fu scelto nel corso del primo giro (20º assoluto) del Draft NFL 2007 dai New York Giants. Al college ha giocato a football coi Texas Longhorns.

## Carriera professionistica

### New York Giants
Ross fu scelto nel corso del primo giro (20º assoluto) del Draft 2007 New York Giants. Fu uno dei sette giocatori dei Longhorns selezionati in quel draft.
I primo due intercetti in carriera avvennero nella gara contro i New York Jets, il secondo dei quali ritornato in touchdown. Nella sua stagione da rookie, Ross fece registrare 42 tackle, 1,5 sack, 9 passaggi e 3 intercetti che ritornò per un totale di 51 yard, compreso un touchdown da 43 yard. Ross contribuì alla vittoria dei Giants nel Super Bowl XLII contro gli imbattuti New England Patriots partendo come cornerback titolare e totalizzando 12 tackle e un passaggio deviato nelle 4 gare playoff dei Giants.
Nella sua seconda stagione da professionistica, Aaron fece registrare 52 tackle, 8 passaggi deviati e 3 intercetti (ritornati per 58 yard compreso, un compreso un TD da 50 yard). Il 31 dicembre 2009 fu inserito in lista infortunati.
Prima della stagione 2011, quando il compagno Terrell Thomas si infortunò, Ross fu nominato cornerback back destro titolare. I Giants conclusero la stagione con un record di 9-7, qualificandosi per un soffio ai playoff grazie alla vittoria decisiva sui Cowboys. Nella off-season, essi eliminarono nell'ordine gli Atlanta Falcons, i favoritissimi e campioni in carica Green Bay Packers e nella finale della NFC i San Francisco 49ers. Il 5 febbraio 2012, Ross partì come titolare nel Super Bowl XLVI, vinto ancora contro i Patriots 21-17, laureandosi per la seconda volta campione NFL.

### Jacksonville Jaguars
Ross firmò un contratto triennale del valore di 15,3 milioni di dollari coi Jacksonville Jaguars il 20 marzo 2012.

### Ritorno ai Giants
Il 12 marzo 2013, quattro giorni dopo essere stato svincolato dai Jaguars, Ross firmò per fare ritorno ai Giants. Dopo la settimana 4 fu inserito in lista infortunati per un problema alla schiena, perdendo tutto il resto della stagione.

### Baltimore Ravens
Il 20 giugno 2014, Ross firmò coi Baltimore Ravens. Quattro giorni dopo si ruppe il tendine d'Achille, perdendo tutto il resto della stagione.

## Palmarès

### Franchigia
- Super Bowl : 2

New York Giants: XLII, XLVI
- National Football Conference Championship: 2

New York Giants: 2007, 2011

### Individuale
- Jim Thorpe Award - 2006

## Statistiche
| Partite totali      | 83  |
| Partite da titolare | 52  |
| Tackle totali       | 250 |
| Sack                | 2,5 |
| Intercetti          | 11  |

Statistiche aggiornate alla stagione 2013